# Umi no Triton
Triton of the Sea (海のトリトン, Umi no Toriton) is een manga van Osamu Tezuka. Hij werd oorspronkelijk uitgegeven van 1 september 1969 tot 31 december 1971 in het Kodansha tijdschrift Sankei Shimbun. Yoshiyuki Tomino regisseerde een anime gebaseerd op de strip in 1972. Hij werd uitgezonden op TV Asahi en bestond uit 27 afleveringen. In 1979 volgde er een animefilm van Toei Animation geregisseerd door Kazunori Tanahashi.
In 2012 werd de manga in het Engels uitgegeven door Digital Manga met behulp van crowdfunding.

## Verhaal
5000 jaar geleden woonde de familie Triton in Atlantis. De familie Poseidon doodt hen echter uit jaloezie. Triton is de enige overlevende. De dolfijn Ruka brengt hem naar Japan om hem te beschermen tegen zijn vijanden. Daar wordt Triton opgevangen door de mensenjongen Kazuya Yasaki en diens moeder. Nadat een tsunami, veroorzaakt door Triton, Kazuya's dorp vernielt, verhuist de familie naar Tokio. Kazuya pleegt er een moord en vlucht weg. Hij gaat aan de slag op een schip dat goederen levert aan de familie Poseidon.
Als hij volwassen is keert Triton terug naar de zee om de familie Poseidon te confronteren met hun daden. Met behulp van zijn dolfijnvrienden Ruka, Uru, Karu en Fin begint hij een eenmansoorlog tegen hen. Tijdens zijn reis ontmoet hij Pipiko, de laatste overlevende zeemeermin. Samen nemen ze wraak op Poseidon en diens familie. Triton vermoordt Poseidons 33 kinderen. Hij infiltreert Poseidons basis en slaagt er bijna in om hem te vermoorden met behulp van Poseidons mensenslaven, tot een slaaf hem verraadt.
Triton ontmoet de wijze reuzenschildpad Ganomosu, die hem aanraadt om in zijn grootvaders schild te gaan wonen. Dit eiland wordt namelijk beschermd door zeven draaikolken.
Poseidon krijgt een zoon met een zeespons en is niet in staat om het kind te bedwingen. Triton en Poseidon sluiten vrede: Triton belooft het monster te vermoorden. In ruil daarvoor zal Poseidon de meerminnen en -mannen met rust laten.
Pipiko en Triton huwen. Pipiko legt zeven eieren. Drie maanden later worden er twee jongens en vijf meisjes geboren. Hun ouders noemen hen naar de kleuren van de regenboog: Blauwe Triton, Groene Triton, Indigo Triton, Gele Triton, Oranje Triton, Rode Triton, Violette Triton. Triton neemt de kinderen mee op een educatieve cruise. Hun boot vergaat echter in een storm. Groene Triton wordt gekidnapt door mensen. Triton en Blauwe Triton gaan op zoek naar Groene Triton in Tokio, maar raken van elkaar gescheiden. Poseidons generaal overtuigt Triton ervan dat Groene Triton dood is.
Blauwe Triton vindt Groene Triton terug met behulp van mensen. Triton weet echter niet dat zijn dochter nog leeft en volgt Poseidons advies om wraak te nemen door grote tsunami's op Tokio los te laten. Poseidons generaal onthult vervolgens aan de Japanse media dat Triton de oorzaak is van de tsunami's.
Triton vindt Blauwe en Groene Triton terug en ontdekt dat hij in Poseidons val is gelopen. Wanneer hij zijn kinderen terug naar de zee wil brengen, wordt hij neergeschoten. Met behulp van Kazuya wordt Poseidons plan stopgezet. Triton jaagt Poseidon achterna om hun vete eens en voor altijd te beëindigen. Hij vraagt aan Blauwe Triton om vanaf nu de familie te leiden. Tijdens het gevecht tussen Triton en Poseidon wordt Poseidons basis opgeblazen. Ganomosu is de enige overlevende.
Mensen blijven op meerminnen jagen en vinden het eiland waar Tritons familie nu woont. Blauwe Triton vraagt de dolfijnen om het eiland tegen de mensenboot te duwen. Beiden zinken en de meerminjager sterft. Blauwe Triton ontmoet Kazuya. Hij vertelt hem dat Triton dood is en dat het beter is indien mensen en meerminnen elkaar alleen laten.
Pipiko brengt haar kinderen naar Ganomosu's sterfbed. Ganomosu biedt zijn schild aan als woonst voor het gezin als dank voor zijn vriendschap met Triton.

## Titel
Tijdens de oorspronkelijke uitgave van Triton of the Sea, die pagina per pagina verliep, was de titel nog Blue Triton (青いトリトン,  Aoi Toriton). Bij het uitzenden van de anime werd de naam veranderd naar Triton of the Sea (海のトリトン,  Umi no Toriton).